# Croix de Salvetat
La croix de Salvetat, appelée aussi menhir des Gazets ou Crotz grossa, est un menhir christianisé situé à Monestiés, dans le département du Tarn, en France.

## Historique
Le menhir est classé au titre des monuments historiques depuis le 4 juin 1981.

## Description
Le menhir est un monolithe en conglomérat de 1,39 m de hauteur sur 0,50 m de largeur et d'épaisseur. Il a été retaillé en forme de croix grossière, en évidant les côtés latéraux et en gravant une croix suivant les deux axes. Il comporte une cupule sur la face avant en haut à gauche. Le sommet est arrondi, la face arrière est demeurée à l'état brut.